# Emil Wilde
Heinrich Emil Wilde (Finkenstein, próximo a Marienwerder (atualmente Kwidzyn), 23 de janeiro de 1793 – Berlim, 16 de maio de 1859) foi um historiador da ciência alemão, que escreveu sobre a história da óptica. Foi professor ginasial de matemática em Berlim.
Wilde frequentou a escola em Königsberg e estudou a partir de 1809 na Universidade de Königsberg, onde foi aluno de Johann Friedrich Herbart, onde obteve um doutorado. Participou das campanhas de 1813 (e 1815) contra Napoleão Bonaparte, sendo promovido a Secondeleutnant, foi em 1814 Oberlehrer na Marienschule em Danzig, foi em 1816 Oberlehrer no ginásio em Stargard e trabalhou a partir de 1821 no Gymnasium zum Grauen Kloster em Berlim.

## Obras
- Handbuch der analytischen Trigonometrie, Berlim 1825
- Geometrie für höhere Schul- und Gymnasialclassen, Berlim 1829
- Geschichte der Optik. Vom Ursprunge dieser Wissenschaft bis auf die gegenwärtige Zeit, 2 Volumes, Berlim, 1838, 1843